# Launaguet
Launaguet – miejscowość i gmina we Francji, w regionie Oksytania, w departamencie Górna Garonna.
Według danych na rok 1990 gminę zamieszkiwało 3 768 osób, a gęstość zaludnienia wynosiła 537 osób/km² (wśród 3020 gmin regionu Midi-Pyrénées Launaguet plasuje się na 85. miejscu pod względem liczby ludności, natomiast pod względem powierzchni na miejscu 1325.).

## Zabytki

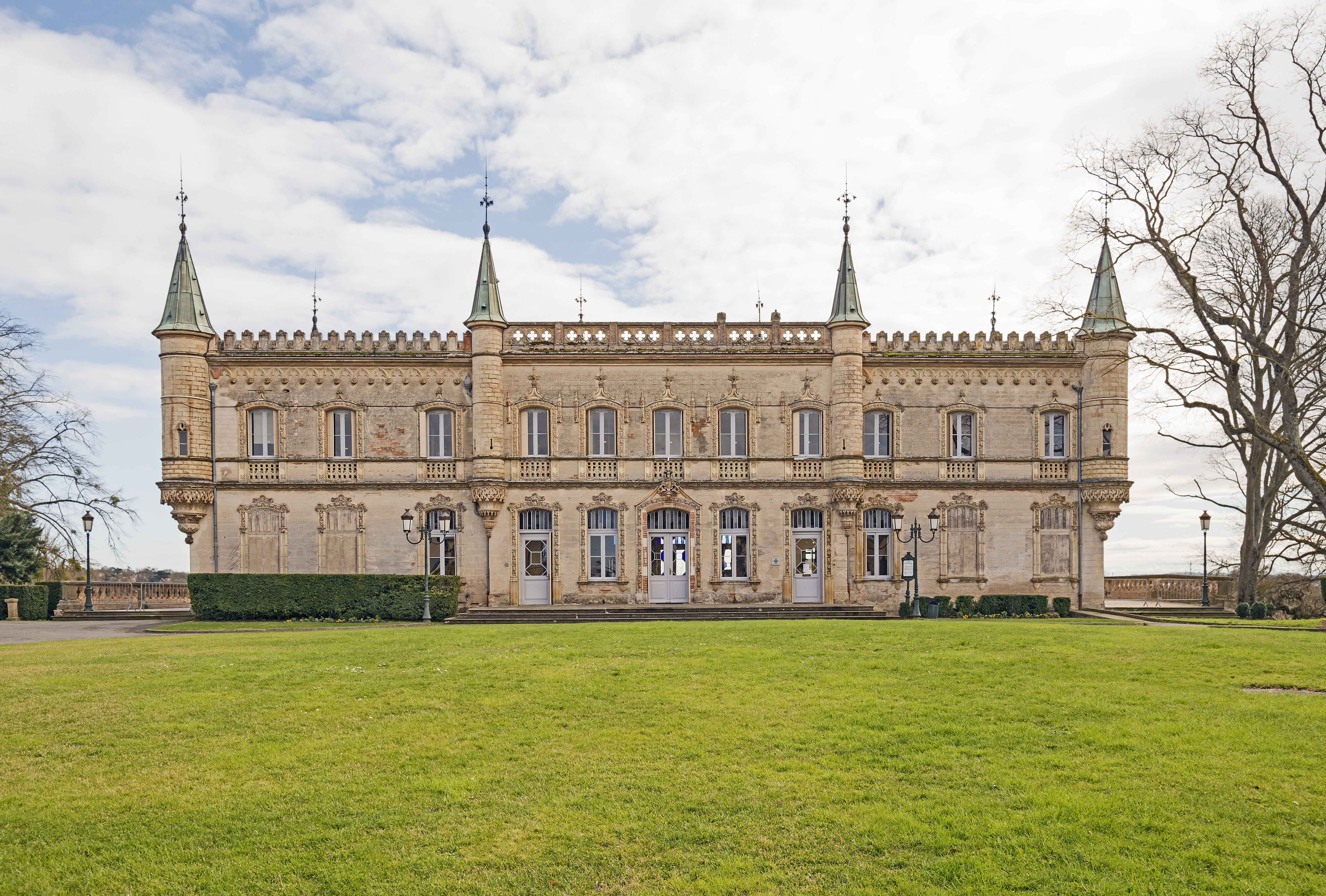
Zamek-Fasada.
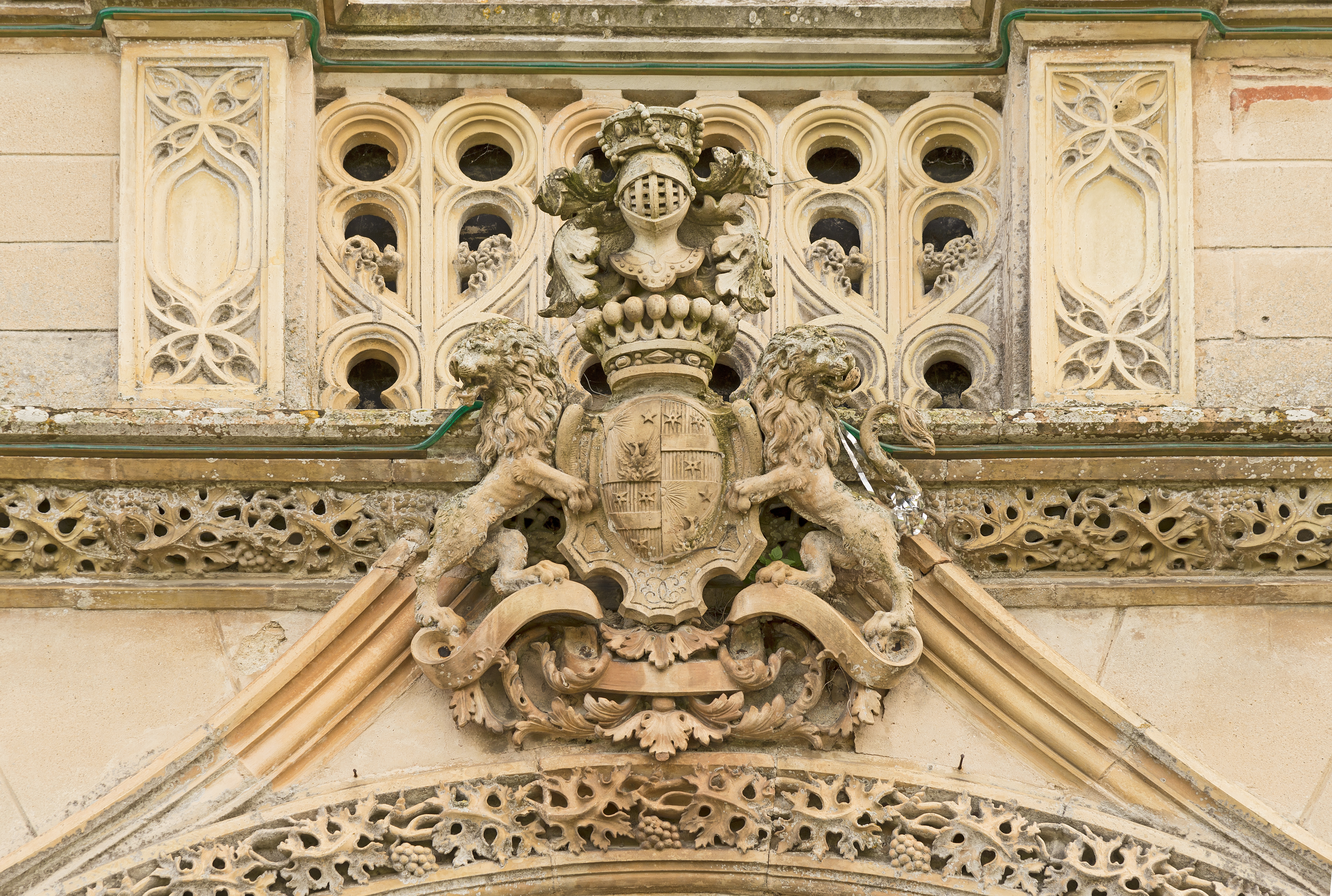
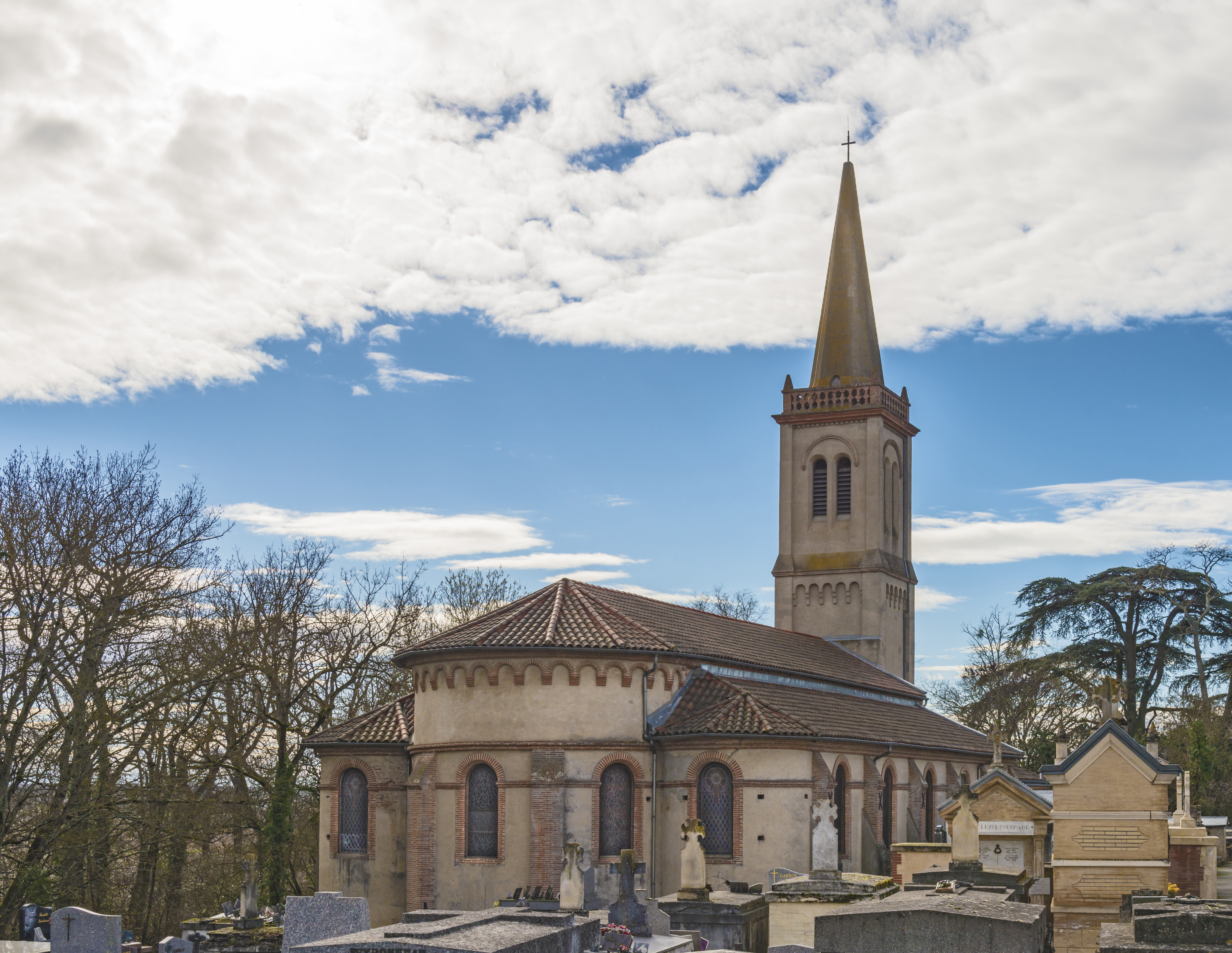
Kościół "Saint-Barthélemy" - absydzie.
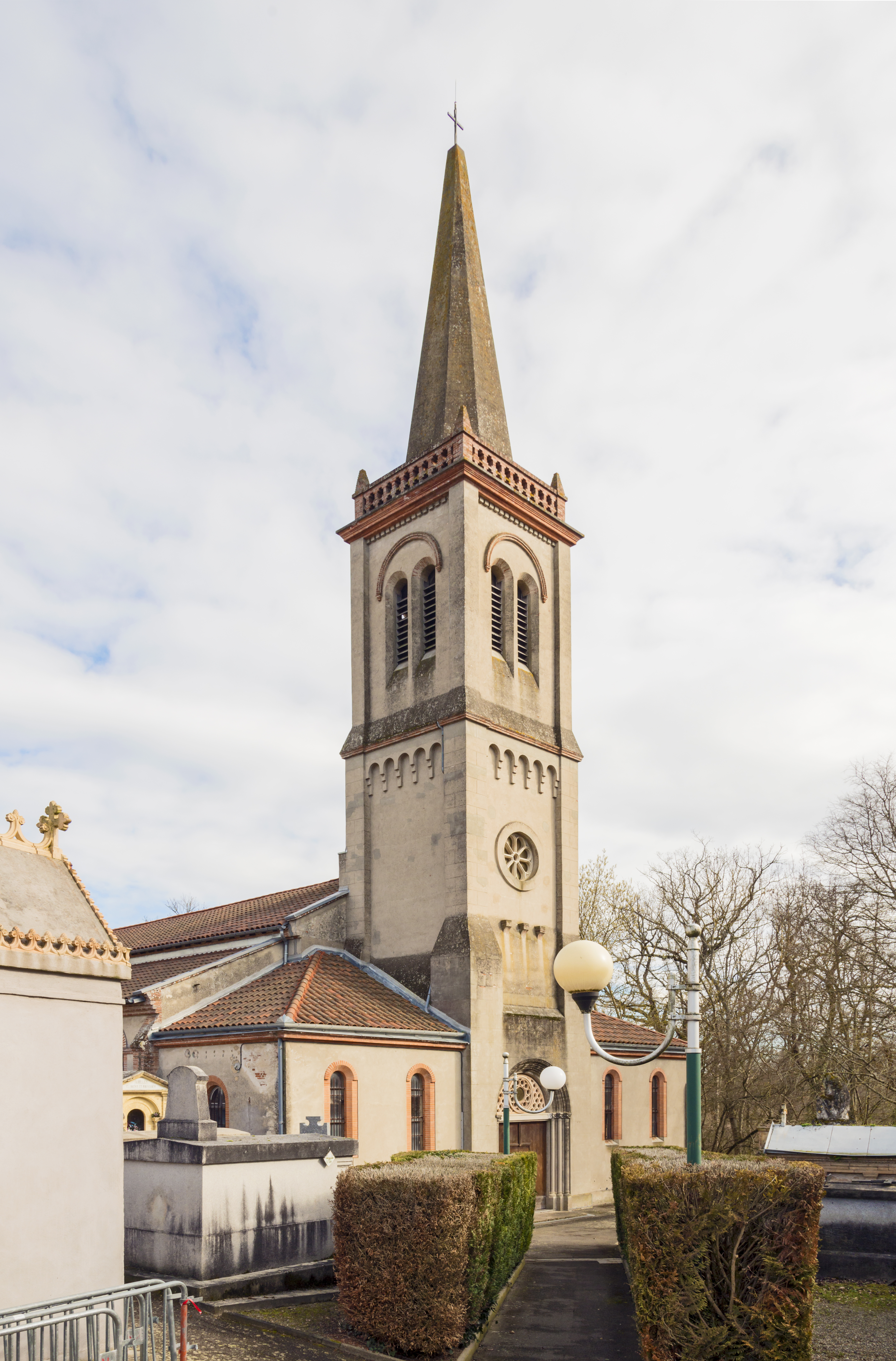
Dzwonnica.